# Igor Skorochodow
Igor Michajłowicz Skorochodow, ros. Игорь Михайлович Скороходов (ur. 4 maja 1986 w Czerepowcu) – rosyjski hokeista.

## Kariera
- Siewierstal Czerepowiec (2003-2004)
- Traktor Czelabińsk (2004-2005)
- HK Lipieck (2005-2006)
- HK Biełgorod (2006-2007)
- Witiaź Czechow (2007-2008)
- HK Biełgorod (2008)
- Jugra Chanty-Mansyjsk (2008-2014)
- Saławat Jułajew Ufa (2014-2015)
- Toros Nieftiekamsk (2014-2015)
- Siewierstal Czerepowiec (2015-2016)
- Mietałłurg Nowokuźnieck (2016-2017)
- Łada Togliatti (2017-2018)
- Jugra Chanty-Mansyjsk (2018)

Wychowanek Siewierstali Czerepowiec. Od 2008 zawodnik Jugry Chanty-Mansyjsk. Po bardzo udanym indywidualnie sezonie KHL (2012/2013) był w zainteresowaniu wielu klubów, jednak zgodził się pozostać w klubie i podpisał nowy, dwuletni kontrakt z Jugrą. W maju 2014 został zawodnikiem klubu (w toku wymiany za Nikitę Fiłatowa). W barwach Ufy rozegrał trzy mecze w KHL, po czym pod koniec października został przekazany do drużyny farmerskiej Toros Nieftiekamsk w rozgrywkach. Odszedł z klubu Saławat z końcem kwietnia 2015. Od maja 2015 do grudnia 2016 ponownie zawodnik Siewierstali. Od grudnia 2016 zawodnik Mietałłurga Nowokuźnieck. Od maja 2017 zawodnik Łady Togliatti. Na początku sierpnia 2018 informowano, iż został hokeistą Admirała Władywostok. We wrześniu 2018 ponownie został graczem Jugry. Wkrótce potem jego kontrakt rozwiązano, a pod koniec października 2018 zawodnik ogłosił zakończenie kariery

## Sukcesy
Klubowe
- Złoty medal wyższej ligi: 2009, 2010 z Jugrą Chanty-Mansyjsk
- Złoty medal Wyższej Hokejowej Ligi /  Puchar Bratina: 2015 z Torosem Nieftiekamsk

Indywidualne
- KHL (2012/2013):
  - Mecz Gwiazd KHL (wybrany wtórnie po odejściu grupy zawodników do ligi NHL)[13]
  - Najlepszy napastnik miesiąca - styczeń 2013
  - Drugie miejsce w klasyfikacji strzelców w sezonie zasadniczym: 27 goli